# Ханлоук, Филипп
Филипп Ханлоук (англ. Philip Hunloke; 26 ноября 1868, Лондон — 1 апреля 1947, Лондон) — британский яхтсмен, бронзовый призёр летних Олимпийских игр 1908 года.
На Играх 1908 года в Лондоне Ханлоук соревновался в классе 8 м. Его команда дважды приходила к финишу второй и один раз третьей, заняв в итоге третье место.